# Zatoka Pucka i Półwysep Helski
Zatoka Pucka i Półwysep Helski este o arie protejată (sit de importanță comunitară — SCI) din Polonia întinsă pe o suprafață de 26.566,43 ha, integral pe uscat.

## Localizare
Centrul sitului Zatoka Pucka i Półwysep Helski este situat la coordonatele 54°41′06″N 18°35′27″E / 54.685°N 18.5907°E.

## Înființare
Situl Zatoka Pucka i Półwysep Helski a fost declarat sit de importanță comunitară în aprilie 2004 pentru a proteja 3 specii de plante și 9 specii de animale.

## Biodiversitate
Situată în ecoregiunea continentală, aria protejată conține 25 de habitate naturale: Dune mobile de-a lungul țărmului cu Ammophila arenaria („dune albe”), Dune de coastă fixe cu vegetație erbacee („dune gri”), Dune fixe decalcificate cu Empetrum nigrum, Dune cu Hyppophaë rhamnoides, Dune cu Salix repens ssp. argentea (Salicion arenariae), Dune împădurite din regiunile atlantică, continentală și boreală, Depresiuni intradunale umede, Pajiști uscate europene, Formațiuni ierboase bogate în specii de Nardus, dezvoltate pe substraturi silicioase în zone montane (și în zone submontane, în Europa continentală), Pajiști cu Molinia pe soluri calcaroase, turboase sau argilos-nămoloase (Molinion caeruleae), Liziere de ierburi înalte hidrofile de câmpie și de nivel montan până la alpin, Fânețe de joasă altitudine (Alopecurus pratensis, Sanguisorba officinalis), Mlaștini alcaline, Păduri de fag Luzulo-Fagetum, Păduri de fag Asperulo-Fagetum, Păduri de stejar sau de stejar și carpen sub-atlantice și medio-europene de Carpinion betuli, Mlaștini împădurite, Păduri aluvionare cu Alnus glutinosa și Fraxinus excelsior (Alno-Padion, Alnion incanae, Salicion albae), Păduri mixte riverane de Quercus robur, Ulmus laevis și Ulmus minor, Fraxinus excelsior sau Fraxinus angustifolia, de-a lungul marilor râuri (Ulmenion minoris), Dune mobile cu vegetație embrionară, Estuare, Golfuri mici largi și golfuri puțin adânci, Vegetație anuală la limita mareei, Faleze cu vegetație de pe coastele atlantice și baltice, Pășuni atlantice udate de apa mării (Glauco-Puccinellietalia maritimae).
La baza desemnării sitului se află mai multe specii protejate:
- plante (3): Hamatocaulis vernicosus, Linaria loeselii, moșișoare (Liparis loeselii)
- mamifere (3): Halichoerus grypus, vidră de râu (Lutra lutra), marsuin (Phocoena phocoena)
- nevertebrate (1): fluturele purpuriu (Lycaena dispar)
- pești (5): Alosa fallax, avat (Aspius aspius), Lampetra fluviatilis, țipar (Misgurnus fossilis), somonul (Salmo salar)